# Marvin Morgan
Marvin Newlon Morgan (Mánchester, Inglaterra; 18 de abril de 1983-6 de diciembre de 2021) fue un futbolista inglés que se desempeñó como delantero y jugó por última vez en el Potters Bar Town FC de la Isthmian League. Tuvo también su propia marca de moda que da publicidad a través de las redes sociales.

## Carrera

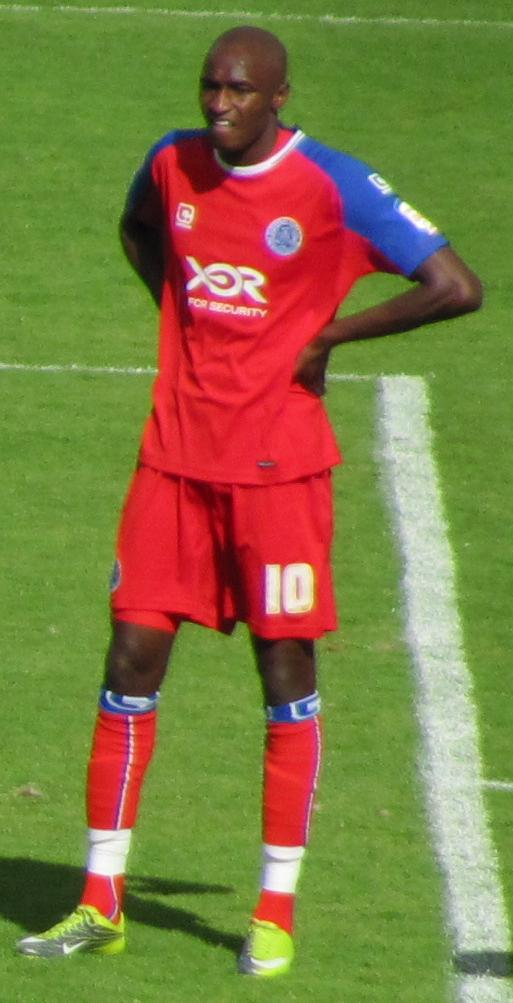
Morgan en acción con el Aldershot.

### Divisiones inferiores
Morgan inició su carrera en el equipo juvenil del Wealdstone F.C. habiendo firmado contrato en marzo del 2000. 51 partidos le bastaron para anotar 22 goles. En el lapso de cuatro años que estuvo con el Wealdstone, fue cedido dos veces al Berkhamsted Town. En noviembre de 2004 fichó por el Yeading, en donde en su primera campaña ganaron la Isthmian League. En la siguiente temporada anotó 25 goles siendo el máximo goleador de su equipo. Esto le bastó para que en mayo de 2007 fiche para el Woking F.C. de la Conference National. En este conjunto solo marcó 10 goles en 42 partidos.

### Tercera y cuarta división
Después de un año de estadía en el Woking, ficha por el Aldershot Town, campeón de la Conference National, lo que le da derecho a participara en la Football League Two, cuarta categoría del fútbol inglés. La cifra pagada por el jugador no fue relevada, sin embargo, es la mayor cuota pagada por el equipo. Debutó en la Football League el 9 de agosto de 2008 contra el Accrington Stanley, marcó su primer gol en dicha categoría el 30 de agosto como local ante el Bradford City. En la temporada 2009-2010, se perdió únicamente 7 partidos, y le valió para anotar 16 goles que lo convertiría en el máximo goleador de la competición. Después de la derrota 2 por 1 ante el Hereford United, el 3 de enero de 2011, Morgan escribió un mensaje en Twitter alegando que esperaba la muerte de aquellos aficionados que lo abuchearon en el partido. El club tomó decisiones inmediatas y fue puesto en la lista de transferencias. El Dagenham & Redbridge logró su cesión para seis meses, disputó 12 partidos y no marcó goles. Al volver al Aldershot Town, se le rescindió su contrato.
Morgan fichó por el Shrewsbury Town de la cuarta división y debutó en la primera jornada contra el Plymouth Argyle el 6 de agosto de 2011. A los tres días anotó dos goles ante el Derby County F.C. en la Copa de la Liga provocando la victoria de su equipo 3-2. Morgan finalizó la temporada con 11 goles y su equipo asciendó a la Football League One mediante los play-offs.

## Clubes
| Club                          | País       | Año         | PJ | Goles |
| ----------------------------- | ---------- | ----------- | -- | ----- |
| Wealdstone FC                 | Inglaterra | 2000 - 2004 | 51 | 22    |
| Yeading                       | Inglaterra | 2004 - 2007 | 54 | 37    |
| Woking                        | Inglaterra | 2007 - 2008 | 42 | 10    |
| Aldershot Town                | Inglaterra | 2008 - 2011 | 93 | 25    |
| Dagenham & Redbridge (c)      | Inglaterra | 2011        | 12 | 0     |
| Shrewsbury Town               | Inglaterra | 2011 - 2013 | 82 | 15    |
| Plymouth Argyle FC            | Inglaterra | 2013 - 2015 | 37 | 2     |
| Hartlepool United FC (c)      | Inglaterra | 2015        | 5  | 1     |
| Havant & Waterlooville FC     | Inglaterra | 2015 - 2017 | 19 | 0     |
| Wealdstone FC (c)             | Inglaterra | 2016        | 8  | 1     |
| Bath City FC (c)              | Inglaterra | 2016 - 2017 | 38 | 9     |
| Bath City FC                  | Inglaterra | 2017        | 11 | 2     |
| Hampton & Richmond Burough FC | Inglaterra | 2017        | 2  | 0     |
| Bath City FC                  | Inglaterra | 2017 - 2018 | 8  | 1     |
| Hendon FC                     | Inglaterra | 2018        | 4  | 0     |
| Beaconsfield Town FC          | Inglaterra | 2018 - 2019 | 16 | 5     |
| Potters Bar Town FC           | Inglaterra | 2019        | 6  | 1     |
| Wingate & Finchley FC         | Inglaterra | 2019        | 7  | 0     |
| Hornchurch FC                 | Inglaterra | 2019 - 2020 | 12 | 1     |
| Potters Bar Town FC           | Inglaterra | 2020        | 5  | 1     |